# Halle (Renania Settentrionale-Vestfalia)
Halle, ufficialmente Halle (Westf.), abbreviazione di Halle (Westfalen), nome italianizzato "Halle (Vestfalia)", è una città di 21 574 abitanti della Renania Settentrionale-Vestfalia, in Germania. Appartiene al distretto governativo di Detmold e al circondario di Gütersloh. A motivo dei numerosi tigli che crescono nel suo territorio la cittadina è conosciuta anche come la "città dei tigli" (Lindenstadt).

## Geografia fisica
Halle si trova sulla pianura sabbiosa del fiume Ems, sulle pendici meridionali della Foresta di Teutoburgo, che attraversa il territorio cittadino da nord-ovest a sud-est. I punti più alti sono l'Hengeberg (316 m) and l'Eggeberg (312 m). Il punto più basso (70 m) si trova nella periferia sudoccidentale della cittadina. Tre ruscelli (Hessel, Rhedaer Bach e Ruthebach) sorgono dal territorio di Halle; hanno la loro fonte nella Foresta di Teutoburgo e confluiscono nel fiume Ems. Il territorio di Halle è essenzialmente agricolo, ma ha anche una notevole quantità di aree forestali, nello specifico la Foresta di Teutoburgo e quella di Tatenhausen nonché 40 ettari di foresta comunale. Dal punto di vista geologico Halle fa parte del margine nord-orientale della baia di Vestfalia, che ha la forma simile ad una ciotola. Il sottosuolo è costituito da marna con un'elevata percentuale di argilla, calcare e marmo, oltre che da arenaria e marna sabbiosa dell'era Mesozoica (Cretacico). Queste pietre si trovano sopra una base di altre pietre che subirono un ripiegamento all'era Paleozoica (Devoniano, Carbonifero). 
Le aree di Halle vicino alla cresta montuosa si trovano in posizione favorevole per l'utilizzo di fonti di energia geotermica mediante sonde geotermiche e producono calore mediante una pompa di calore.

### Clima
Halle si trova nella zona temperata dell'Europa centrale con clima oceanico subatlantico. Perciò gli inverni sono miti e le estate moderatamente calde. La temperatura media è di 8-8,5°C, anche se verso nord le temperature medie possono essere inferiori e il periodo di fioritura può iniziare due o quattro settimane più tardi rispetto alle zone situate a sud. Le precipitazioni sono uniformemente distribuite per tutto l'anno. Nella stazione meteo di Brockhagen, cittadina poco più a sud di Halle, sono registrate precipitazioni medie annue di 775 mm, superiori alla media tedesca ma inferiori rispetto ad Halle (in direzione nord). Un fattore che incide sul clima è l'altitudine (Foresta di Teutoburgo).

## Origini del nome
L'etimologia più plausibile (sebbene non certa) del nome della città lo fa derivare dalla parola hale, cioè "sale".

## Storia

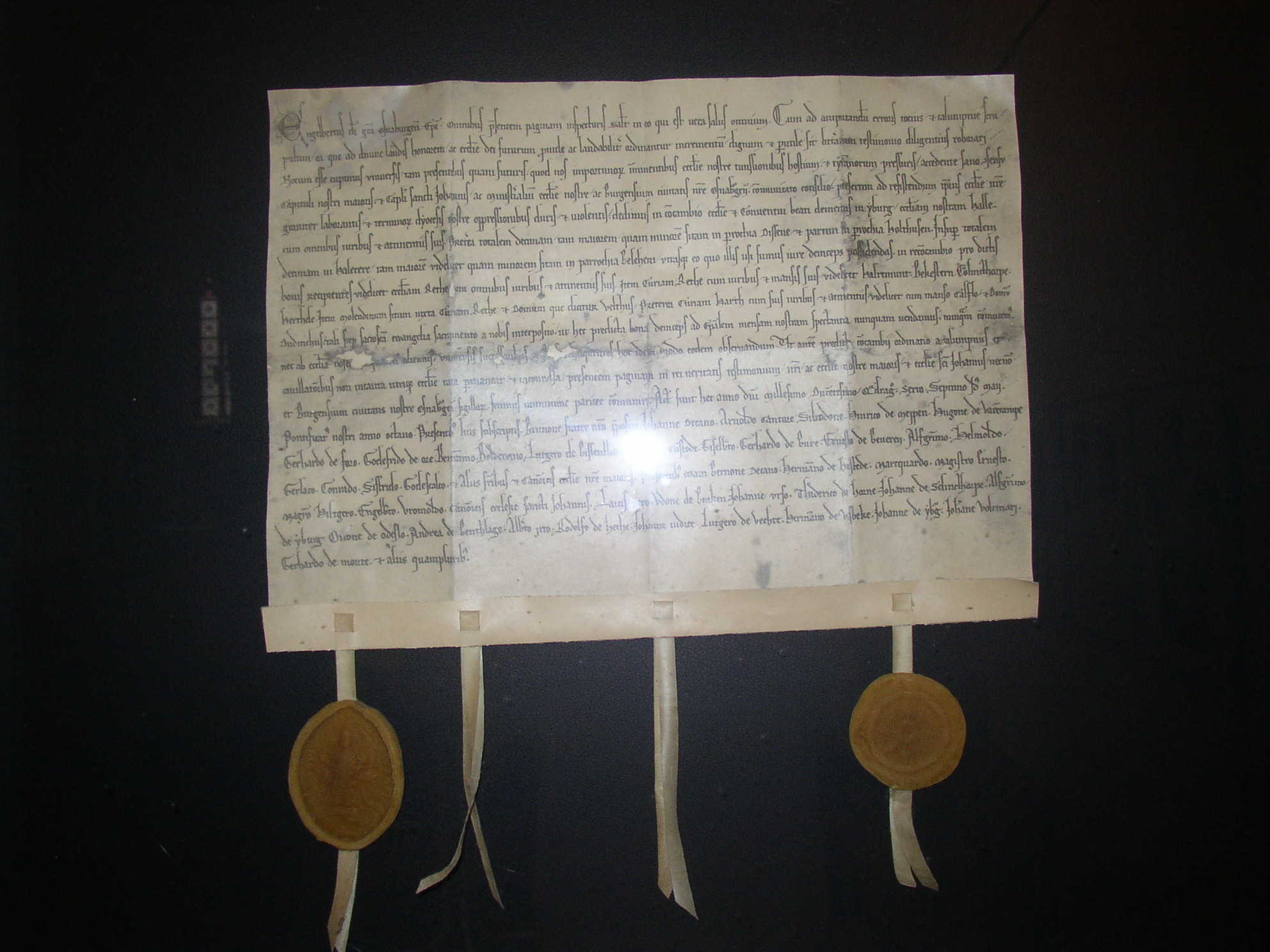
Copia del documento che suggella lo scambio tra la chiesa di Halle e quella di Rheda

Halle è situata nella Ravensberg Land o più precisamente nella contea di Ravensberg, il cui castello è ubicato nella vicina cittadina di Borgholzhausen. Le vicende storiche furono condizionate in particolare dai vescovi di Osnabrück, da Napoleone e gli imperatori tedeschi.
L'area della città apparteneva fin dai tempi del Sacro Romano Impero alla contea di Ravensberg. Quest'ultima era circondata dai principi di Osnabrück, Münster, Paderborn e Minden e confinava con il principato di Lippe. In contrasto con tali principati Ravensberg è sempre stata proprietà secolare, passata successivamente dai Conti di Ravensberg ai loro eredi Jülich. Dopo che questa nobile famiglia si estinse, si estinse anche la contea, che insieme ad altre entrò a far parte della casata di Kleve-Mark e circa un secolo più tardi alla Marca di Brandeburgo, inglobata nel regno di Prussia. Nel 1246 il vescovo Engelberto di Osnabrück scambiò la chiesa "tor Halle", situata nel margine meridionale della sua diocesi, insieme al castello e all'abbazia benedettina di Iburg con la chiesa di Rheda unitamente a tutti i diritti e proventi. Nel documento (datato 9 maggio 1246) che sigilla lo scambio, Halle viene menzionata per la prima volta. Sono già menzionati nel secolo XI i due villaggi di Oldendorf e Gartnisch, oggi frazioni rispettivamente a est e a ovest di Halle. Nel XVI secolo gli abitanti stimati erano circa 350. Nella città in quel tempo si stava diffondendo, gradualmente ma cambiando decisamente l'affiliazione religiosa della popolazione, la riforma protestante. Soltanto alcune famiglie nobili rimangono cattoliche, tra le quali i signori del castello di Tatenhausen, sul cui territorio la comunità cattolica di Stockkämpen continua ad esistere fino ad oggi.
Il 17 aprile 1719 ad Halle vennero concessi privilegi dal re Federico Guglielmo I di Prussia e per 150 anni fu capitale del distretto omonimo. A causa della sconfitta prussiana contro Napoleone la città venne assoggettata dalla Francia tra il 1807 e il 1813. Il confine fra l'Impero francese e il Regno di Vestfalia passò attraverso la città (in parte lungo il torrente Laibach). Durante questo periodo la popolazione dovette far fronte ai pressanti impegni per finanziare le guerre rivoluzionarie francesi.
Nel 1813 la Prussia riconquistò il territorio. Halle venne assegnata alla regione di Minden e alla provincia di Vestfalia, divenendo nuovamente capoluogo del proprio distretto, che restò in gran parte agricolo fino al XIX secolo; le produzioni principali erano grano, lino e canapa. Non c'erano strade lastricate fino al 1844.
A metà dell'Ottocento la città cambiò il suo volto con l'industrializzazione. Il collegamento con la linea ferroviaria "Haller Willem" (Bielefeld-Osnabrück) dal 1886 svolse un ruolo importante. Vennero costruite una distilleria di brandy (Kisker), fabbriche di carni surgelate e industrie di lavorazione del legno.
Dopo la Seconda guerra mondiale, conclusasi il 2 aprile 1945 con l'arrivo delle truppe americane, avvenne un altro mutamento significativo: a causa dell'assorbimento e dell'integrazione di un gran numero di rifugiati, sono sorti problemi di natura socio-economica e demografica. Nuove aree residenziali periferiche nacquero nel 1950.
Dopo quasi 160 anni Halle ha perso il suo ruolo di capoluogo distrettuale in seguito ad una riorganizzazione dei circondari; nel 1973 Gütersloh è divenuta capoluogo del nuovo distretto amministrativo.
La stazione ferroviaria è stata rinnovata nel 1999 con i fondi del progetto dell'Expo 2000, esposizione mondiale tenutasi nel 2000 ad Hannover.

## Monumenti e luoghi d'interesse

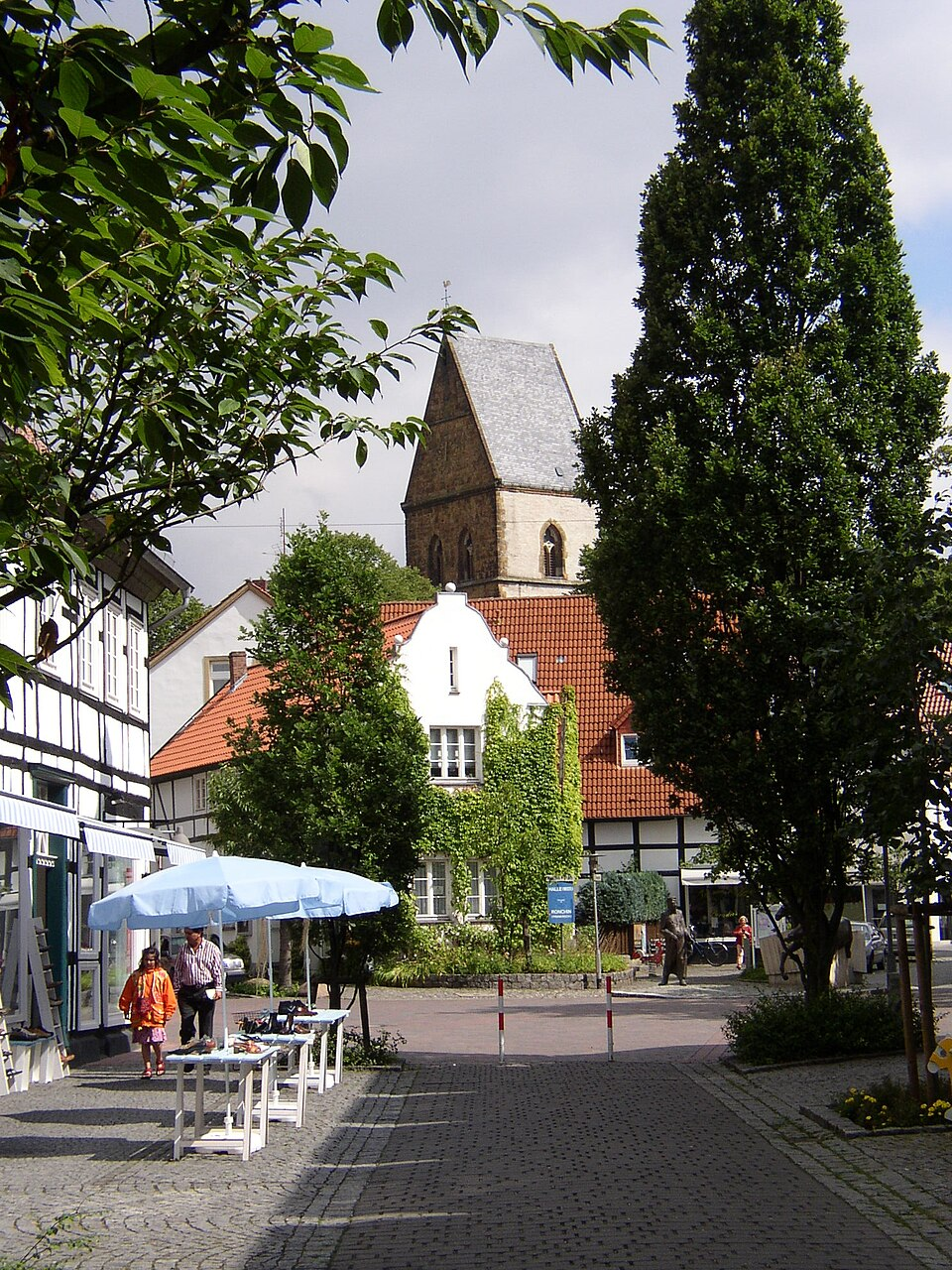
Il "Cuore di Halle" con la chiesa luterana di S. Giovanni e piazza Ronchin di fronte

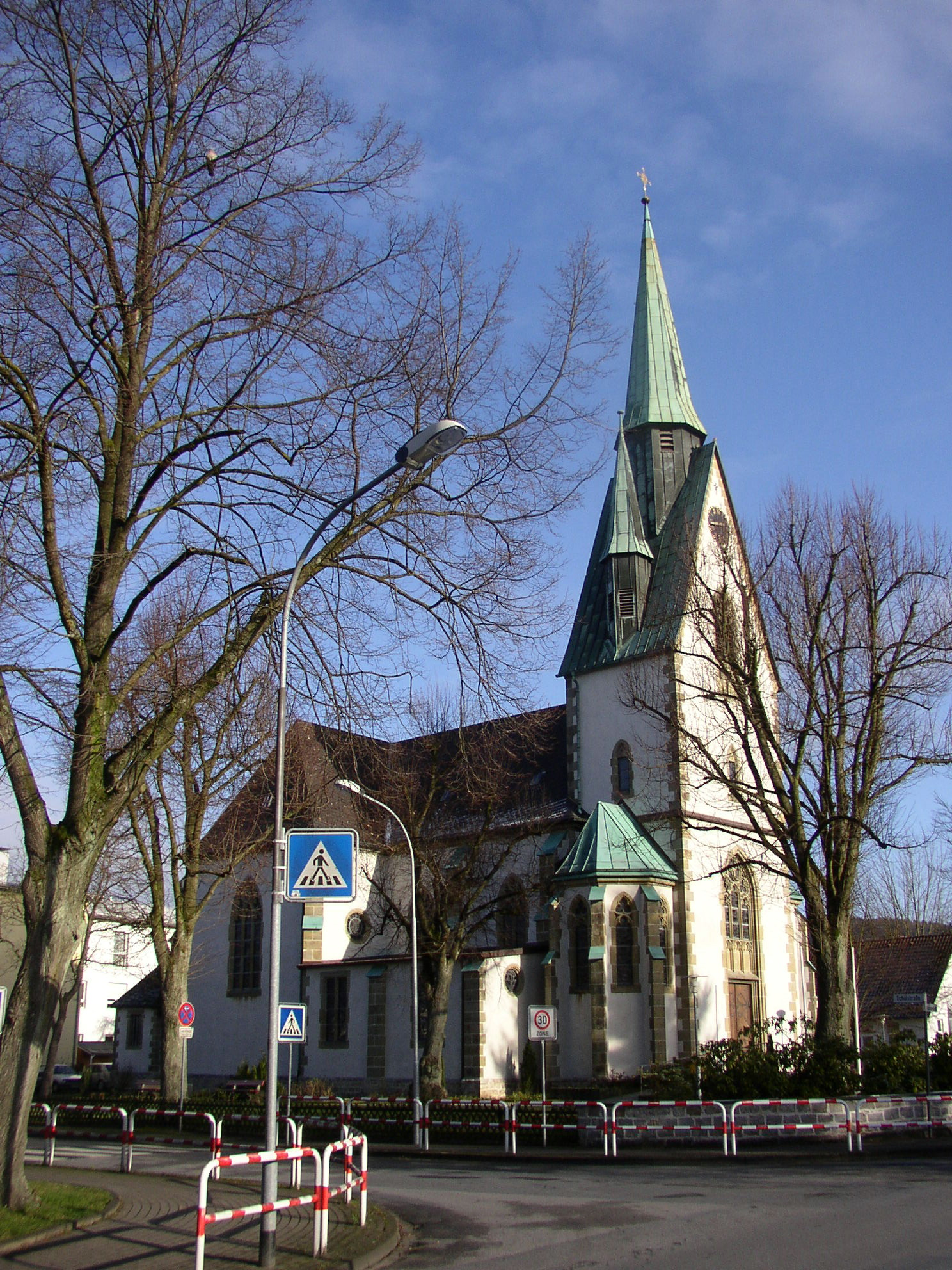
La chiesa cattolica del Sacro Cuore di Gesù

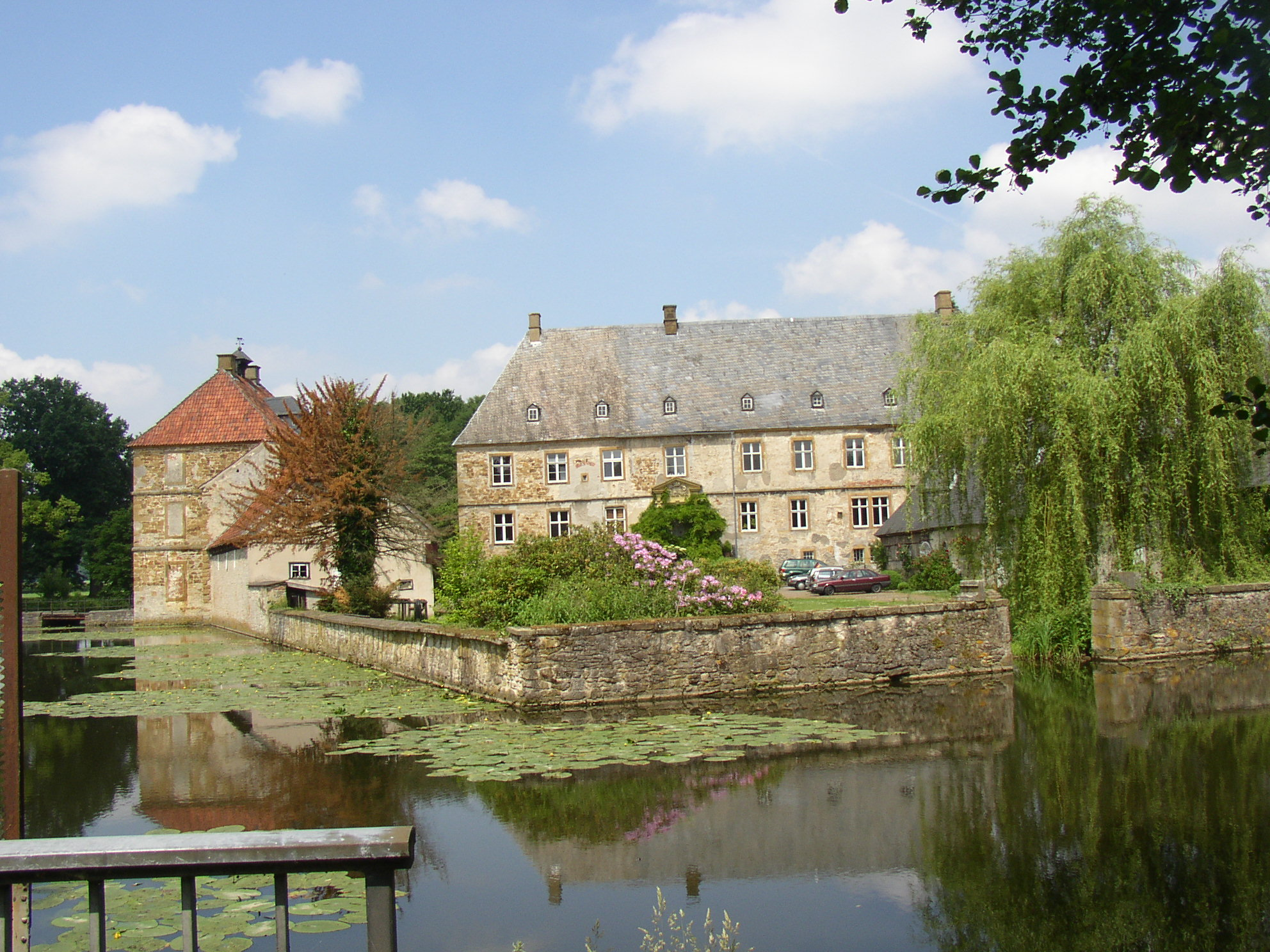
Il castello di Tatenhausen circondato da un fossato

### Beni architettonici in città
- La chiesa parrocchiale protestante si trova in mezzo ad una piazza, circondata da alberi e da edifici in legno spesso chiamati "il Cuore di Halle". La forma è arcuata e il suo nucleo originario venne costruito nel XIII secolo; un coro quadrato e una torre ad ovest furono aggiunti alla navata laterale meridionale nel XV secolo. Dal 1886 vennero iniziati i lavori per aggiungere la parte settentrionale. Vi sarebbero conservati al suo interno resti dell'età barocca, tra i quali il pulpito in pietra arenaria del 1716. Nella navata settentrionale la balaustra risale al 1661. Nel 1992 la chiesa venne dotata di un nuovo organo. Fino al 1828 nella piazza della chiesa stessa era ubicato il cimitero più importante della città.
- Sono conservati molti edifici in legno. Nella zona attorno alla chiesa quello più antico è il Kirchplatz n° 3, databile grazie alla dendrocronologia all'anno 1512. Il Kirchplatz n° 11 corrisponde ad un negozio intagliato con rosette aventi la funzione di ventilatori. Nella vicina Bahnhofstraße si trovano altre costruzioni analoghe a graticcio.
- La Casa Kisker (Kiskerhaus), oggi utilizzata dalla scuola superiore popolare. L'ex ufficio principale della distilleria consiste in un nucleo più antico dell'edificio, risalente al 1692, che venne ampliato nel 1712. Serviva da residenza e ufficio. Dello stesso complesso è la Schinkenhaus (Casa del prosciutto), una casa di pietra intonacata con tetto anch'esso in pietra, costruita intorno al XIX secolo.
- La chiesa cattolica del Sacro Cuore di Gesù venne inaugurata il 14 novembre 1909. L'edificio fu una donazione della contessa Julia Korff-Schmising- Kerßenbrock.
- Di fronte all'antico edificio della Corte della Contea si può vedere un memoriale di guerra, datato 1898. L'iscrizione recita: "Ihren in den siegreichen Feldzügen 1866 und 1870/71 gefallenen Soehnen in Darkbarkeit; Die Kirchengemeinde Halle i./W. 1898", ossia "Con gratitudine ai suoi figli uccisi nelle vittoriose spedizioni del 1866 e del 1870-71; la parrocchia di Halle in Westf. 1898".

### Beni architettonici fuori città
- Il castello di Tatenhausen è situato nella Foresta di Tatenhausen. Era la dimora ancestrale dei baroni e dei conti von Korff, chiamato Schmising. Circondato da un fossato, venne costruito in stile Rinascimento del Weser. L'erezione dell'ala orientale iniziò nel 1540, su fondazioni del XIV secolo. La sezione centrale e l'ala ovest furono costruiti in stile barocco nel Settecento. Il giardino d'inverno in stile barocco fu disegnato da Johann Conrad Schlaun nel 1751. Il castello è ancora abitato. Il lago che lo circonda è alimentato dal torrente Laibach.
- La Kaffeemühle è un edificio della Foresta di Teutoburgo costruito dalla famiglia mercantile di Brema Hagedorn, che lavorava ad Halle. Il possesso da parte della città avvenne mediante donazione da parte delle famiglie Julius e Florenz Kisker dal 1904. L'edificio offre un belvedere su Halle e sulla regione circostante a sud. Il nome è stato coniato dai visitatori per via della sua grande somiglianza con un macinino da caffè.
- Poco sotto la Kaffeemühle il monumento Hagedorn è stato eretto in onore di Hermann Hagedorn in occasione del suo sessantottesimo compleanno.
- Anche sulle pendici della Foresta di Teutoburgo ci si può imbattere in un monumento a Walther von der Vogelweide. La sua erezione venne caldeggiata a partire dal 1920 dalla Società Corale di Ravensberg, nonostante sia attestato che il poeta non avesse mai visitato la regione. Con tale monumento il club di canto volle esprimere il suo grande attaccamento a Walther von der Vogelweide. Il memoriale venne scoperto nel 1930 in concomitanza con il settecentesimo anniversario della sua morte.
- Halle per circa 400 anni disponeva di due risorse importanti: il carbone ed il minerale di ferro. Nell'anno 1505 il duca Guglielmo IV di Jülich-Berg concesse al suo luogotenente, il conte Filippo II di Waldeck il diritto di sfruttare le miniere nella contea di Ravensberg. La prima cava era presumibilmente ubicata al confine tra Halle e Werther. Verso la metà del XVII secolo venne localizzata una miniera di carbone a Eggeberg. Inoltre queste materie prime erano ricercate sulla collina della Foresta di Teutoburgo. A metà del XVIII secolo l'estrazione del carbone venne potenziata a causa dell'elevato prezzo del legno e delle difficoltà di importazione del carbone, per quanto fosse meno costoso. Tutte le miniere vennero chiuse nel 1833 per il crescente impatto della linea ferroviaria Colonia-Minden e per la scelta di importare carbone più economico dalla regione della Ruhr. All'epoca dell'occupazione della Ruhr da parte delle truppe francesi nel 1923, per alcuni anni esse furono riaperte.

### Parchi
Halle non ha veri e propri parchi. Solamente il Friedhof I (Cimitero I) nei pressi della stazione ferroviaria è attrezzato con grandi spazi liberi. Numerosi parchi-giochi, tra i quali quelli che coprono un'area relativamente vasta, ad esempio il parco-giochi Laibach, vengono utilizzati come parchi dalla popolazione.

### Musei
Halle vanta l'unico museo al mondo "di opere dell'infanzia e dell'adolescenza di artisti importanti". Soprattutto i quadri dipinti durante l'adolescenza da artisti quali Paul e Felix Klee, August Macke, Ernst Ludwig Kirchner e Pablo Picasso sono il fiore all'occhiello del museo.
Nella rimessa della Casa Kisker si possono visitare mostre singole e collettive di arti visive di importanza regionale. Sono esposti opere d'arte contemporanea, sculture, dipinti di acrilico, ad olio, acquarelli nonché fotografie. 
Nell'ex fabbrica di cuoio Güttgemanns hanno preso domicilio più di quindici artisti e artigiani locali; organizzano regolarmente mostre e rassegne comuni.

### Musica
Nel mese di febbraio Halle ospita il famoso Haller Bachtage (" I giorni di Bach ad Halle") regionale, con concerti corali e orchestrali, musica da camera e con organo, in scena durante una settimana. In molti casi si possono esibire celebrità internazionali di musica classica (come Peter Schreier, Thomas Quasthoff, Petr Eben).

### Monumenti naturali e aree protette

Destinazione del suolo ad Halle

Dal punto di vista delle riserve naturali, Halle ha una posizione eccezionale nel circondario di Gütersloh per molti aspetti, dato che, con un totale di sette riserve naturali, ospita la più grande riserva di tutti i comuni del circondario. Con 939,3 ettari l'area totale coperta dalle riserve costituisce all'incirca il 13,6%. I circa 437 ha (1,77 km2) della Foresta di Tatenhausen sono protetti dalla Direttiva Habitat dell'Unione europea. Quest'area ospita pipistrelli rari, come il vespertilio di Bechstein e il vespertilio dasicneme. Inoltre l'insenatura di Laibach è l'habitat ideale per il martin pescatore comune. La riserva è l'unico ambiente noto per il cerambyx cerdo, raro in Germania. I biotopi tipici sono i boschi misti di faggio e quercia, con un'elevata percentuale di bosco antico nonché di foreste di frassino e ontano.

## Cultura

### Istruzione
Eccettuata la scuola universale, Halle offre scuole di ogni tipo e grado. Ci sono innanzitutto quattro scuole elementari (Grundschule): 
- Scuola primaria di Gartnisch
- Scuola primaria Lindenschule
- Scuola primaria di Hörste
- Scuola primaria di Künsebeck.

Le scuole secondarie sono le seguenti:
- l'Hauptschule di Halle
- la Realschule di Halle
- il Kreisgymnasium di Halle
- il Berufskolleg (scuola professionale) di Halle.

L'Hauptschule e la Realschule hanno le rispettive sedi nei medesimi locali.
C'è inoltre 
- la Scuola speciale Gerhart Hauptmann

e infine, per l'educazione degli adulti, 
- il Liceo Popolare di Ravensberg.

Alcune scuole di Halle hanno importanza oltre Halle, come il Berufskolleg, il Kreisgymnasium ed il Liceo Popolare di Ravensberg, poiché i comuni vicini non hanno nella loro offerta formativa questi tipi di scuole.

## Geografia antropica

### Suddivisioni amministrative

Suddivisione della città in distretti urbani e frazioni

Il territorio di Halle si può suddividere in 6 zone (Ortsteile), corrispondenti all'area urbana e a 5 frazioni:
- Halle (area urbana)
- Bokel
- Hesseln
- Hörste
- Kölkebeck
- Künsebeck

## Infrastrutture e trasporti

### Strade
La strada statale B 68 attraversa Halle. Per decenni la progettazione dell'autostrada federale A 33 è stata politicamente controversa in quanto l'infrastruttura, se da una parte alleggerisce il traffico della statale, dall'altra passa per la Foresta di Tatenhausen, parte della quale è protetta dalla Direttiva Habitat.

### Ferrovie
Le ferrovie regionali fanno la spola tra Bielefeld, Halle e Osnabrück. Il servizio è gestito dal NordWestBahn che utilizza i treni Talent con velocità fino a 120 km/h. La linea fu inaugurata nel 1886. Gli autobus regionali si dirigono verso Bielefeld, Gütersloh, Werther, Steinhagen, Brockhagen e Versmold. Le autolinee all'interno di Halle sono rinforzate da quattro linee di taxi-bus durante le prime ore del mattino, quelle serali e i fine settimana.

### Aeroporti
Bielefeld, pur essendo la città vicina più grande, non ha un aeroporto commerciale. Gli aeroporti più vicini sono il Münster-Osnabrück, a 55 km di distanza, ed il Paderborn-Lippstadt, lontano 70 km. L'aeroporto di Dortmund è distante 100 km, quello di Hannover circa 130.

### Mobilità urbana
Halle si trova lungo quattro percorsi ciclabili. The BahnRadRoute Teuto-Senne conduce da Osnabrück via Halle e Bielefeld a Paderborn. Le strade R3 da Haaksbergen (nei Paesi Bassi) a Bad Pyrmont e R45 da Schledenhausen ad Hainchen passano per Hörste e Bokel. Anche il "sentiero benessere" della Foresta di Teutoburgo, un itinerario circolare di circa 500 km, attraversa Halle. Passano inoltre per Halle quattro itinerari circolari, ciascuno di circa 20 km di lunghezza, sviluppandosi in una forma di quadrifoglio a partire dalla stazione ferroviaria.
Halle ha una zona pedonale che ospita il mercato settimanale e gli escursionisti trovano segnalati dodici percorsi circolari alternativi.

## Amministrazione

### Gemellaggi
Halle è gemellata con:
- Ronchin
- Valmiera